# Hjalmar Branting
Karl Hjalmar Branting (uttal) (fil), född 23 november 1860 i Klara församling i Stockholm, död 24 februari 1925 i Gustav Vasa församling i Stockholm, var en svensk socialdemokratisk politiker och tidningsman. Han var partiledare för Socialdemokraterna från 1907 samt blev 1920 Sveriges första socialdemokratiska statsminister.
Brantings viktigare uppdrag inkluderar riksdagsman (andra kammaren) 1897–1925, partiledare för socialdemokraterna 1907–1925, finansminister 1917–1918 samt statsminister 1920, 1921–1923 (då han även var utrikesminister) och 1924–1925. Hjalmar Branting tilldelades Nobels fredspris 1921 tillsammans med Christian Lange för sina stora insatser inom Nationernas Förbund.
Branting gifte sig 1884 med journalisten Anna Jäderin. Tillsammans fick de två barn: Georg (1887–1965), advokat, riksdagsledamot och publicist, samt Sonja (1890–1981), advokat, feminist, riksdagsledamot och gift med advokaten Olof Westerståhl (1884–1948) och mor till statsvetaren Jörgen Westerståhl. Hjalmar Branting var även styvfar till Vera von Kræmer (1878–1940) och Henry von Kræmer (1880–1957), barn till Anna Branting i hennes äktenskap med löjtnanten Gustaf von Kræmer.

## Biografi

### Familj och uppväxt
Hjalmar Branting föddes den 23 november 1860 i Klara, Stockholm, som ende son till professorn, överläraren och föreståndaren för Gymnastiska centralinstitutet, Lars Gabriel Branting, och Emma af Georgii. Föräldrarna gifte sig 1839, skilde sig 1869 men gifte om sig 1873. Morfadern var rikshärolden, statssekreterare Carl af Georgii (1787–1837), som adlades 1818. Hjalmar Branting växte upp och levde större delen av sitt liv i Brantingska huset på Norrtullsgatan 3 i Stockholm.
Branting hade en högborgerlig bakgrund. På sin fars sida hörde han till den från Norrköping härstammande släkten Brantings fjärde och näst yngsta gren. Namnet Branting kan spåras till Jöran Branting (död 1694), regementsskrivare vid Smålands kavalleri och bosatt i Nöbbele socken. Under Hjalmars barndom började han M:lle Kumlins skola mycket tidigt, 1866 där han fick sina första kurser i det franska språket. Vårterminen 1868 inskrevs Hjalmar i den nyss grundade Beskowska skolan. Den latinska bildningen gjorde ett stort intryck på Hjalmar och för den behöll han livet igenom sina sympatier, hans favoritämnen på den här tiden var naturvetenskap och matematik. Under skoltiden vid Beskowska skolan var han klasskamrat med blivande kung Gustaf V. Han bedrev även naturvetenskapliga studier i astronomi vid Uppsala universitet 1878–82, utan att avlägga examen. Genom resor och litteraturstudier blev han tidigt bekant med marxismen. Redan 1878–79 kallade han sig socialdemokrat. Efter föräldrarnas död 1880–81 inriktade sig Branting på en publicistisk och politisk karriär. En ansenlig förmögenhet efter föräldrarna förslösade han på några år genom festande och generösa lån och borgensåtaganden. Han misskötte pengarna och kom ofta att ha ekonomiska bekymmer. Hjalmar Branting hamnade ofta i kollision med lagen och dömdes vid flera tillfällen till både fängelse och böter, dels för hädelse dels för tryckfrihetsbrott.

### Inledande karriär
Efter anställning i den radikala tidskriften Tiden knöts Branting till den av August "mäster" Palm startade tidningen Social-Demokraten, vars huvudredaktör han blev 1887 och som var hans plattform ända till 1917.
Branting blev tidigt den ledande kraften i den unga socialdemokratin, särskilt efter Axel Danielssons och Fredrik Sterkys bortgång vid sekelskiftet 1900. Han deltog i socialdemokratiska partiets konstituerande kongress 1889 och var ledamot av den socialdemokratiska partistyrelsen från dess bildande 1894 och ordförande i partistyrelsens verkställande utskott från 1907. Branting blev partiets förste kongressvalde partiordförande från 1908 fram till sin död. Han pläderade redan i ett välkänt tal i Gävle 1886 för att arbetarrörelsen måste bli socialistisk.

### Riksdagsman och statsråd

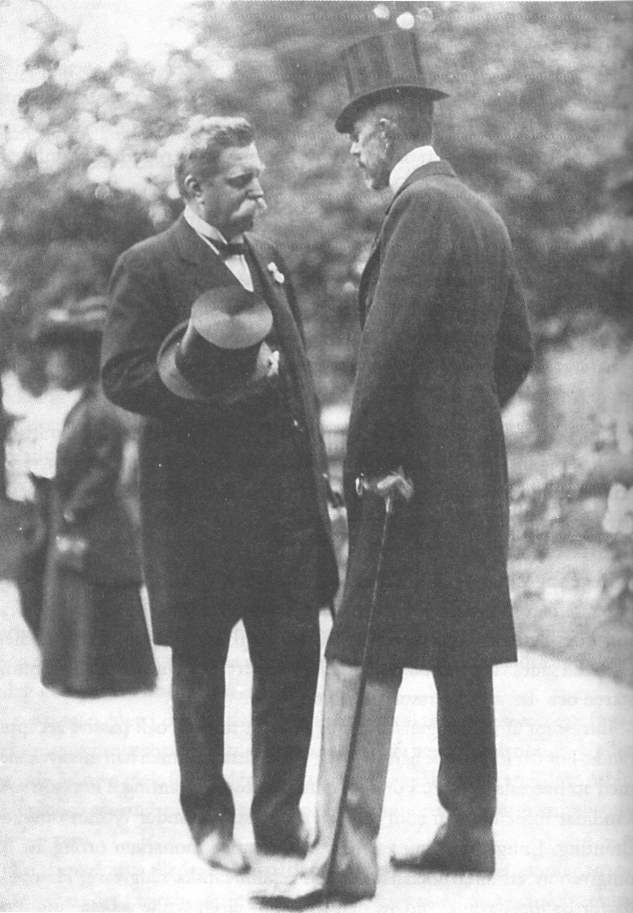
Kung Gustaf V fick med tiden förtroende för Branting som politiker. De två hade varit skolkamrater i Beskowska skolan.

Han valdes in i riksdagen 1896 på en liberal lista. Bland hans förtroendeuppdrag fanns bland annat uppdraget som vice ordförande i Konstitutionsutskottet 1912 till 1914. När tsaren abdikerat i ryska februarirevolutionen 1917 kulminerade samtidigt hungerkravaller i Sverige. Hjalmar Branting och LO-ledningen agerade för att skapa lugn och avvärja upptrappning av oroligheterna. I samtal med statsminister Carl Swartz tog Branting på sig ansvaret för lag och ordning under första maj 1917, vilket innebar att Swartz kunde förbjuda borgerliga initiativ till privatmiliser. Därmed undveks risken för gatustrider som kunde ha kastat landet in i en mycket allvarlig kris.
När parlamentarismen fick sitt definitiva genombrott efter valet 1917, då kungen inte längre kunde förhindra att sittande högerregering avgick efter valförlust och en regering bildades på basen av valresultatet, var det en stor seger för Branting. Ändå tvekade han länge om han själv skulle ingå i den nya koalitionsregeringen mellan liberaler och socialdemokrater. Tillträdande statsminister, liberalen Nils Edén, krävde att socialdemokraternas ledare skulle ha en av de tyngsta ministerposterna. Branting blev finansminister. Men bara under några korta månader, innan han avgick av personliga skäl. Hans personlighet passade illa med officiella plikter och administrativa sysslor. Författningskompromissen om allmän rösträtt 1918 och beslutet om åttatimmarsdagen 1919 var höjdpunkterna i hans inrikespolitiska karriär.
Branting var nyckelpersonen bakom att den svenska socialdemokratiska hållningen i samband med oktoberrevolutionen i Ryssland 1917 blev tydligt negativ till bolsjevikernas maktövertagande, som beskrevs som en dolkstöt i ryggen på den ryska demokratin. Istället stöddes tydligt mensjevikerna, och Branting hade önskat en internationell intervention för att stödja den demokratiska sidan i Ryssland. Vid detta tillfälle fanns inom socialdemokratin även betydande element som stödde bolsjevikerna och Lenin, och föredrog revolutioner framför reformer. Ställningstagandena runt denna tid anses ha inneburit socialdemokraternas definitiva inslag på en odelat liberaldemokratisk väg. Därtill sympatiserade Branting med den vita sidan i Finska inbördeskriget. Dessa ställningstaganden gjorde att Branting var mycket avskydd bland såväl svenska som sovjetiska bolsjeviker.

### Statsmannen Branting

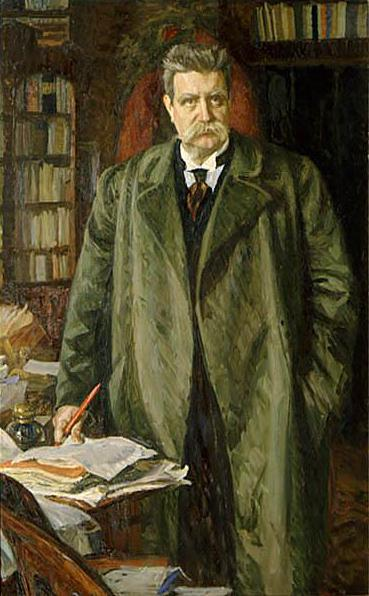
Hjalmar Branting porträtterad av Richard Bergh.

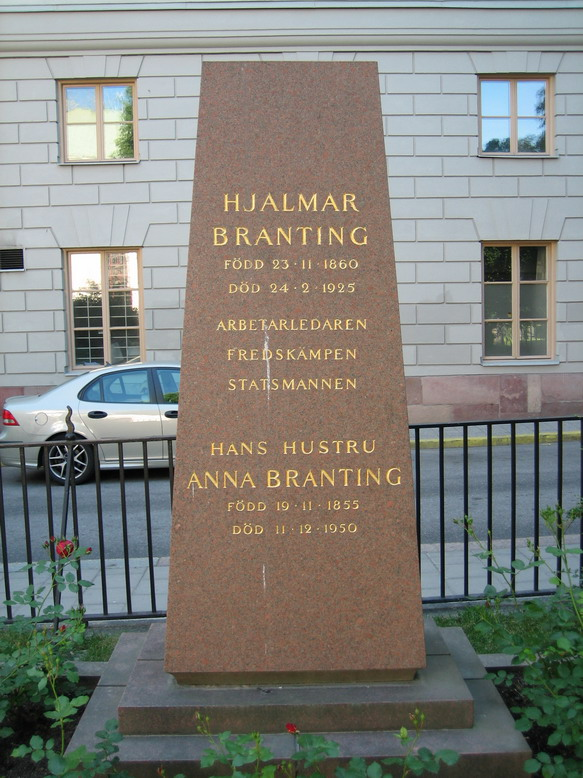
Hjalmar och Anna Brantings grav på Adolf Fredriks kyrkogård, Stockholm.

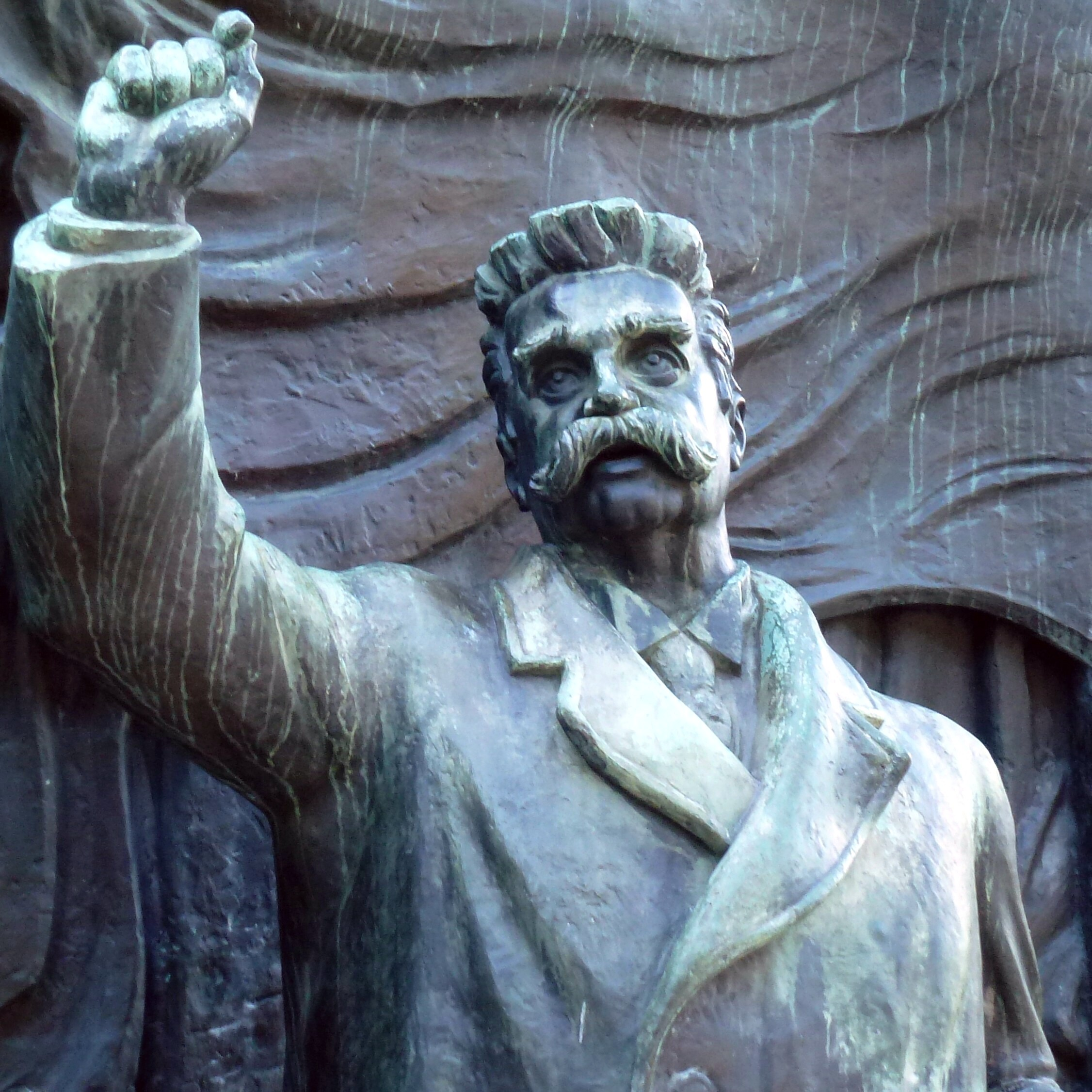
Branting på Brantingmonumentet (detalj).

När den yngre generationens ledarskikt inom socialdemokraterna (främst riksdagsmännen Per Albin Hansson och Gustav Möller samt finansdepartementets statssekreterare Rickard Sandler) fick Edéns koalitionsregering på fall 1920 gick budet om att bilda regering till Branting. Gustaf V såg nu den äldre generationens socialdemokratiska ledare, främst Branting och LO-ordföranden Herman Lindqvist, som representanter för trygghet och lugn. Inom socialdemokratiska riksdagsgruppen framförde Branting idén att finansminister Thorsson skulle bli statsminister och han själv utrikesminister. Men den första vänsterrörelse i Europa som erövrat regeringsmakten utan föregående revolution kom att ledas av sin ordförande. Branting valde att i statsrådsdiktamen meddela att han ledde en ren nödregering inför annalkande riksdagsval och "icke i förväntan på omedelbara åtgärder till förverkligande av partiets program för samhällets omdaning". En förklaring till den låga profilen var att regeringen var i minoritet i riksdagen. Tillsammans med andra ledande politiker under den här tiden, bland andra Arvid Lindman, undertecknade han en motion om att ett rasbiologiskt institut skulle inrättas. Under 1880-talet inledde Branting sina tendenser till revisionism genom sin heterodoxa syn gentemot marxistisk teoribildning. Detta fick kommunisten Zeth "Zäta" Höglund att i efterhand kalla honom [...]Bernstein, ingenting annat, men före Bernstein.
Valet samma höst blev ett svårt bakslag. Enligt parlamentarismens principer borde Branting avgå men han tvekade, även efter det att Nils Edén sagt blankt nej till en ny koalitionsregering. Branting ville inte släppa fram högern till makten igen. Om socialismen enligt socialdemokratin kunde röstas fram i val kunde den då också röstas bort av väljarna, var den intrikata frågan. Finansminister Thorsson var för avgång men då av mer pragmatiska skäl: "de ekonomiska svårigheterna sammandraga sig ... det blir svårt för vilken regering som helst att regera". När riksdagsgruppen gick på Thorssons linje förhalade Branting avgången så att han fick möjlighet att hindra en högerregering och bereda vägen för en svag interimsregering inför nästa års riksdagsval, det första med allmän rösträtt.
Genom sin ställning som en av Socialistinternationalens mest kända och respekterade ledare och sin tro på fred genom en tryggad internationell rättsordning blev Branting en av de främsta tillskyndarna av Nationernas Förbund. Han verkade aktivt för Sveriges inträde 1920 i den nya världsorganisationen i kamp mot både högern och vänstersocialisterna. Mot bolsjevikerna hävdade han med kraft demokratins ideal. Han blev kallad "den store europén" och tilldelades 1921 Nobels fredspris tillsammans med norrmannen Christian Lange.
Trots partiets framryckning med över sex procentenheter till 36 procent av rösterna i riksdagsvalet 1921 ville Branting helst slippa regeringsansvaret. Den ekonomiska utvecklingen för nationen var dyster med växande massarbetslöshet, stigande räntor och deflation. Branting hade själv knappt varit aktiv i valrörelsen eftersom hans engagemang i storpolitiken kring Nationernas Förbund i Genève tog allt mer av hans tid och engagemang. Men det var otänkbart att låta von Sydows ämbetsmannaministär sitta kvar; den regeringen var tecken på parlamentarismens misslyckande. Branting försökte än en gång få Edéns liberaler att ställa upp i en ny koalitionsregering, utan framgång. Kungen gav då Branting i uppdrag att bilda en enpartiregering. I den tog han utöver statsministerämbetet också på sig utrikesministerämbetet. Han kom att kallas "dubbelexcellensen" och många uppfattade att han var mer i Genève än i Stockholm.
1921 avgjorde Nationernas Förbund Ålandsfrågan till Sveriges nackdel. I sin svarsinlaga till beslutet förklarade Hjalmar Branting att den svenska regeringen skulle goda beslutet, samtidigt som regeringen skulle behålla sitt hopp om att Åland en dag skulle tillerkännas Sverige.
När löneförhandlingarna för järnverksanställda mellan LO och SAF strandade i januari 1923 trappades den politiska konflikten om statligt arbetslöshetsunderstöd upp. Alla partier ansåg att staten måste garantera de arbetslösa någon form av stöd. Men om tillämpningen blev striden hård. När socialministern, förre LO-ordföranden Herman Lindqvist, i Brantings frånvaro lade fram ett förslag som de borgerliga ansåg bröt mot principen om statens neutralitet mellan arbetsmarknadens parter, vägrade Gustaf V under konseljen den 9 februari att godkänna propositionen och krävde bordläggning till statsministerns hemkomst. Branting störtade hem från Paris och försökte kompromissa med liberalerna, men hans strävan efter samförstånd bröts ned av de yngre under ledning av Per Albin Hansson. Hos liberalerna manövrerade CG Ekman för att stärka sin position som vågmästare mellan höger och vänster. När Brantings kompromiss föll i första kammaren avgick regeringen.
Socialdemokratin gick 1924 ännu en gång in i en valrörelse i opposition och riktade hård kritik mot högerregeringen Trygger. Man vann några mandat. Branting blev för tredje gången statsminister, även om han bara gjort fem valframträdanden som mer liknade en eriksgata för en äldre statsman än en valkampanj. Han var nu trött och insjuknade snart i influensa som utvecklades till hjärtmuskelinflammation och gallstensanfall. 19 januari begärde han avsked som statsminister, men bad att få kvarstå som statsråd utan portfölj; den 24 januari ersattes han således som statsminister av Rickard Sandler. En månad senare, den 24 februari kl.12.37, avled han i sitt hem på Norrtullsgatan 3. Branting ligger begravd på Adolf Fredriks kyrkogård i Stockholm.
Trots att hans tre ämbetstider som statsminister var korta och föga framgångsrika hade han etablerat socialdemokratin som ett regeringsfähigt parti och lagt grunden för partiets kommande, och unikt långa, regeringsinnehav i ett demokratiskt land.

### Hjalmar Branting om armeniska folkmordet
I tidningen Social-Demokraten den 28 mars 1917 återges ett tal som Branting höll dagen före på Auditorium vid Norra Bantorget i Stockholm i ett opinionsmöte mot det armeniska folkmordet. I tidningen gick det att läsa:
| ” | Dokumenten säga klart ifrån, att här ej är tal om övergrepp av underordnande, utan det är frågan om ett organiserat och systematiskt folkmord, värre än vad vi någonsin sett maken till i Europa. Det har gällt att hela stora områdes befolkning, att massakrera dem, driva de överlevande i öknen under förhoppning att de ej skola uthärda utan att deras ben skola vittra i ökensanden. Detta folkmord står bland krigets alla ohyggligheter beträffande offrens antal och den systematiska vildheten i dess utförande utan motstycke. När vi läsa därom har det isat våra hjärtan, verkligen på allvar isat våra hjärtan. | „ |

## Gator och konstverk
Hjalmar Branting har gett namn till ett flertal platser, bland annat Hjalmar Brantingsgatan och Brantingstorg i Uppsala, Hjalmar Brantingsgatan och Hjalmar Brantingsplatsen i Göteborg. Även till Hjalmar Brantings Plads som är ett torg i centrala Köpenhamn, mellan Stockholmsgade och Olof Palmes gade (55°41′32″N 12°34′53″Ö / 55.69222°N 12.58139°Ö), inte långt från Østerport Station.
Brantingmonumentet är en skulptur på Norra Bantorget i Stockholm. Monumentet över den svenska socialdemokratins förgrundgestalt Hjalmar Branting beställdes redan 1935 hos skulptören Carl Eldh men först 1947 göts den på Herman Bergmans Konstgjuteri och den 2 juni 1952 avtäcktes konstverket under högtidliga former av Tage Erlander. Brantingmonumentet blev Carl Eldhs största och sista fullbordade verk.

### Gator och torg uppkallade efter Hjalmar Branting
- Hjalmar Brantings Plads, Köpenhamn, Danmark
- Brantingstorg, Uppsala
- Brantingsgatan, Bromölla[15]
- Brantingsgatan, Sala
- Brantingsgatan, Stockholm
- Hjalmar Brantingsgatan, Göteborg[16]
- Hjalmar Brantings gata, Norrköping
- Hjalmar Brantingsgatan, Uppsala[15]
- Hjalmar Brantingsplatsen, Göteborg[16]
- Hjalmar Brantings väg, Landskrona

### Urval
- Tal och skrifter [i urval.: Redaktion: Z.Höglund, Georg Branting, Gustav Möller, Arthur Engberg, Rickard Sandler.]. Stockholm. 1926–1930. Libris 2577045 - 11 volymer. Innehåll: 1. Socialistisk samhällssyn. 1. - 2. Socialistisk samhällssyn. 2. - 3. Kampen för demokratin. 1. - 4. Kampen för demokratin. 2. - 5. Svensk försvars- och fredspolitik. - 6. Världskriget. revolutionerna och freden. - 7. Ekonomisk och social arbetarpolitik. - 8. Stridsfrågor inom arbetarrörelsen. - 9. Internationalen. - 10. Stridskamrater och vänner. - 11. Litteraturkritik och varia.
- Demokratisk linje: tal och artiklar av Hjalmar Branting och Per Albin Hansson. Stockholm: Tiden. 1948. Libris 1207160 - Urval av Rolf Edberg.
- Hjalmar Branting. En minnesutställning 1925–1955: Anordnad av Kungl. biblioteket och Arbetarrörelsens arkiv. Kungl. biblioteket 1–16 mars 1955. Stockholm: Kungl. bibl. 1955. Libris 1435398
- Socialism och demokrati. Prisma, 99-0330598-2. Stockholm: Prisma. 1970. Libris 8080244 - Urval av Alvar Alsterdal och Ove Sandell.